# 池内輝雄
池内 輝雄（いけうち てるお、1938年(昭和13年)5月14日 -）は、日本近代文学研究者。

## 経歴
長野県軽井沢町生まれ。1962年東京教育大学国文科卒、69年同大学院博士課程満期退学、東京教育大学文学部助手。71年大妻女子大学文学部助教授、教授、93年筑波大学文芸・言語学系教授、2001年帝京大学文学部教授、2005年國學院大學文学部教授、2008年國學院大學・國学院大學大学院客員教授。2006-07年日本近代文学会常務理事。軽井沢高原文庫初代館長。

## 著書
- 『短大の国語・小論文』旺文社、1988　大学入試傾向と対策
- 『志賀直哉の領域』有精堂出版、1990
- 『現代文の基礎』 3訂版　旺文社、1994
- 『近代文学の領域 戦争・メディア・志賀直哉など』蒼丘書林、2009

### 共編著
- 『叢書現代作家の世界 堀辰雄』編　文泉堂出版、1977
- 『短大の英語・国語』坂本和光、森野宗明共著　旺文社、1979　大学入試対策シリーズ 傾向と対策
- 『鑑賞日本現代文学 第18巻 堀辰雄』角川書店、1981
- 『日本文学研究資料新集 志賀直哉 自我の軌跡』編　有精堂出版、1992
- 『志賀直哉『和解』作品論集成』1－2 編 大空社、1998　近代文学作品論叢書
- 『編年体大正文学全集 第3巻(大正3年)』編 ゆまに書房、2000
- 『露伴随筆『潮待ち草』を読む』成瀬哲生共著　岩波セミナーブックス、2002
- 『時事新報目録 文芸篇 大正期』編著　八木書店、2004
- 『堀辰雄初期作品集』堀多恵子共選 堀辰雄文学記念館編　軽井沢町教育委員会、2004
- 『「国文学解釈と鑑賞」別冊　堀辰雄とモダニズム』編　至文堂、2004
- 『文藝時評大系 昭和篇 1』全19巻 編 ゆまに書房、2007
- 『文藝時評大系 昭和篇 1 別巻(索引)』宗像和重共編 ゆまに書房、2008

## 参考
- J-GLOBAL 研究者情報
- 『現代日本人名録2002』日外アソシエーツ 2002
- 『文藝年鑑2007』